# Richard Ehrenborg (riksdagsman)
Richard Mikael Ehrenborg, född 30 maj 1821 i Medelplana församling, Skaraborgs län, död 19 oktober 1887 i Skara stadsförsamling, Skaraborgs län, var en svensk godsägare och riksdagsman. Bror till Betty Ehrenborg och Ulla Bring.

## Biografi
Richard Ehrenborg föddes 1821 på Råback i Medelplana socken. Han var son till justitieombudsmannen Casper Isaac Michael Ehrenborg och Anna Fredrica Carlqvist från Karlstad, Ehrenborg blev 1838 student vid Uppsala universitet och avlade 1844 filosofie kandidatexamen. Han blev 25 september samma år extra ordinarie kanslist i civildepartementet. Han promoverades 16 juni 1845 till filosofie doktor och blev 1850 tillförordnad protokollssekreterare. Ehrenborg var ledamot av riksdagens 2:a kammare från 1870 till 1878 och blev 1 december 1877 riddare av Nordstjärneorden. Han avled 1887 i Skara.

### Egendom
Ehrenborg ägde Kråk i Mölltorps socken, samt del i Lagerfors bruk i Bällefors socken. Han ärvde Kråk i Västergötlands efter fadern. 

### Familj
Ehrenborg gifte sig 24 juni 1851 på Röfors bruk i Medåkers socken med friherrinnan Catharina Sparre (1832–1912), dotter till kaptenen Carl Johan Sparre och Hedvig Fredrika Cederborgh. De fick tillsammans barnen Elin Fredrika Eleonora Ehrenborg (1852–1922) som var gift med kyrkoherden Daniel August Ärnström i Lommaryds pastorat, Hedvig Anna Elisabet Ehrenborg (1853–1872) som var gift med brukspatronen Adolf Georg Titus Atmer, bryggeriinspektorn Salomon Erik Mikael Ehrenborg (1856–1918), löjtnanten Isak Filip Martin Ehrenborg (1857–1891) vid Västgöta regemente, Märta Maria Catharina Ehrenborg (1859–1908) som var gift med professorn Esaias Tegnér, kaptenen Rikard Simon Casper Ehrenborg (1860–1921), Fredrika Beata Nanny Betty Ehrenborg (1862–1889), Ulrika Vilhelmina Ehrenborg (född 1863) som var gift med medecin licentiaten Jonas Erik Arvid Tengstrand, Fredrik Hans August Ehrenborg (1865–1873), Carl Rikard Emanuel Ehrenborg (1867–1873) och volontären Sixten Axel Mattias Ehrenborg (1870–1892) vid Kalmar regemente.
Han kom därmed i besittning av Bohrs bruk i Lindesberg där han var brukspatron och disponent.